# Лісне (Федоровський район)
Лісне́ (каз. Лесной) — село у складі Федоровського району Костанайської області Казахстану. Адміністративний центр Коржинкольського сільського округу.
Населення — 678 осіб (2021; 676 у 2009, 753 у 1999, 1031 у 1989).
У радянські часи село називалось Лісний.